# Wiesbadenbrücke

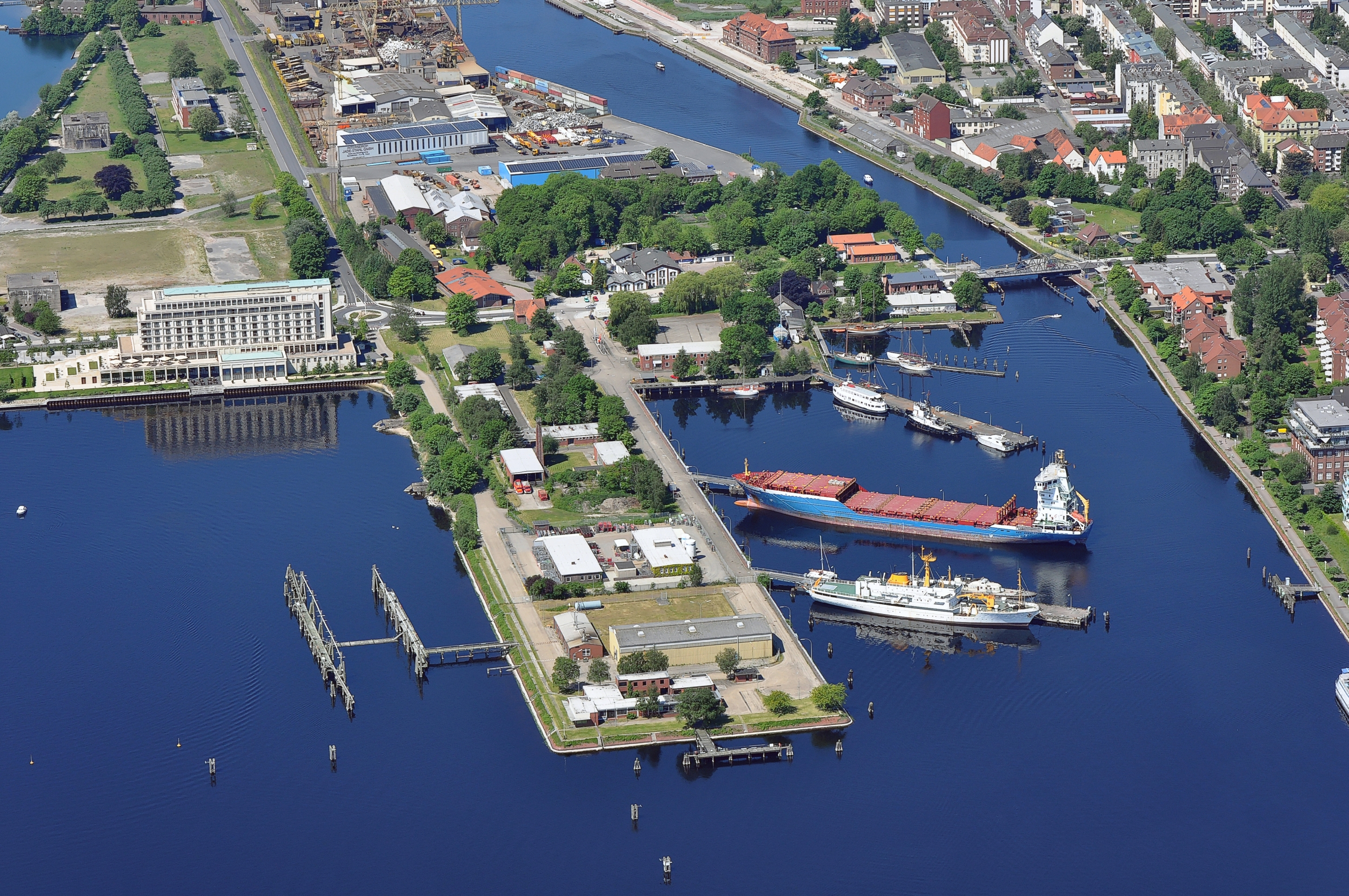
Die Wiesbadenbrücke im Mai 2012 mit aufgelegten Schiffen an den Schwimmbrücken und der magnetischen Messstelle im Vordergrund.

Die Wiesbadenbrücke ist eine Landzunge im Wilhelmshavener Großen Hafen, die 1909 als so genannte Kohlenzunge gebaut und bis zum Jahr 2000 überwiegend militärisch genutzt wurde. Nach einem Architekten- und Investorenwettbewerb ist 2019 mit dem Bau von Wohngebäuden begonnen worden.

## Geschichte bis 1955
Im Rahmen der 1904 begonnenen Süderweiterung der Wilhelmshavener Häfen wurde der Deich zwischen der I. Einfahrt und Mariensiel vorverlegt und es entstanden der Westhafen, der Zwischenhafen und der Große Hafen, so genannt, weil er das Wenden der größten Schiffe erlaubte. Am Westende des Großen Hafens wurde die Kohlenzunge gebaut, eine künstliche Halbinsel (380 Meter lang und 125 Meter breit) mit einer Bekohlungsanlage, Lagern, Gleisen und Magazinen für die Schiffe der Kaiserlichen Marine. Die Bauarbeiten waren im Oktober 1909 abgeschlossen. Das damalige Badehaus für die Arbeiter ist heute noch erhalten und steht unter Denkmalschutz.
Nachdem der Friedensvertrag von Versailles bestimmt hatte, dass viele deutsche Kriegsschiffe zu verschrotten seien, entstanden zwischen 1919 und 1923 in Wilhelmshaven unzählige Abwrackbetriebe. Auf der Kohlenzunge waren es die Jade-Werft, die Unionswerft, die Schiffswerft Eiben, der Betrieb Eveling und eine Wirtschaftsgenossenschaft ehemaliger Marineangehöriger.
Nach der Abwrackzeit lag der Große Hafen wieder leer und wegen fehlender Umschlagsmöglichkeiten siedelten kaum neue Betriebe an. Erst mit dem Aufbau der Reichsmarine und späteren Kriegsmarine gewannen die Hafenanlagen wieder an Bedeutung. Im Rahmen eines weiteren Ausbaus wurden die Hafenanlagen 1935 zum Teil umbenannt: Aus dem Großen Hafen wurde der Hipper-Hafen und die Kohlenzunge wurde zu Ehren des am 1. Juni 1916 in der Skagerrakschlacht gesunkenen Kleinen Kreuzers Wiesbaden zur Wiesbadenbrücke. Die Wiesbadenbrücke erhielt zunächst Liegeplätze für Dienstsegelboote. Später wurden auch Stichbrücken und Liegeplätze für Schnell- und Räumboote geschaffen. Bedingt durch den Kriegsausbruch, wurden die Schnellboote aber nicht mehr stationiert.
Der Name Wiesbadenbrücke blieb nach dem Krieg erhalten, der Hipper-Hafen und die anderen Hafenbecken erhielten wieder ihre ursprünglichen Namen. An der wenig zerstörten Wiesbadenbrücke wurden die fahrtüchtigen Reste der deutschen Flotte zusammengezogen und bis in die 1950er Jahre hinein für die Übergabe an die Alliierten vorbereitet.

## Geschichte von 1956 bis 2000

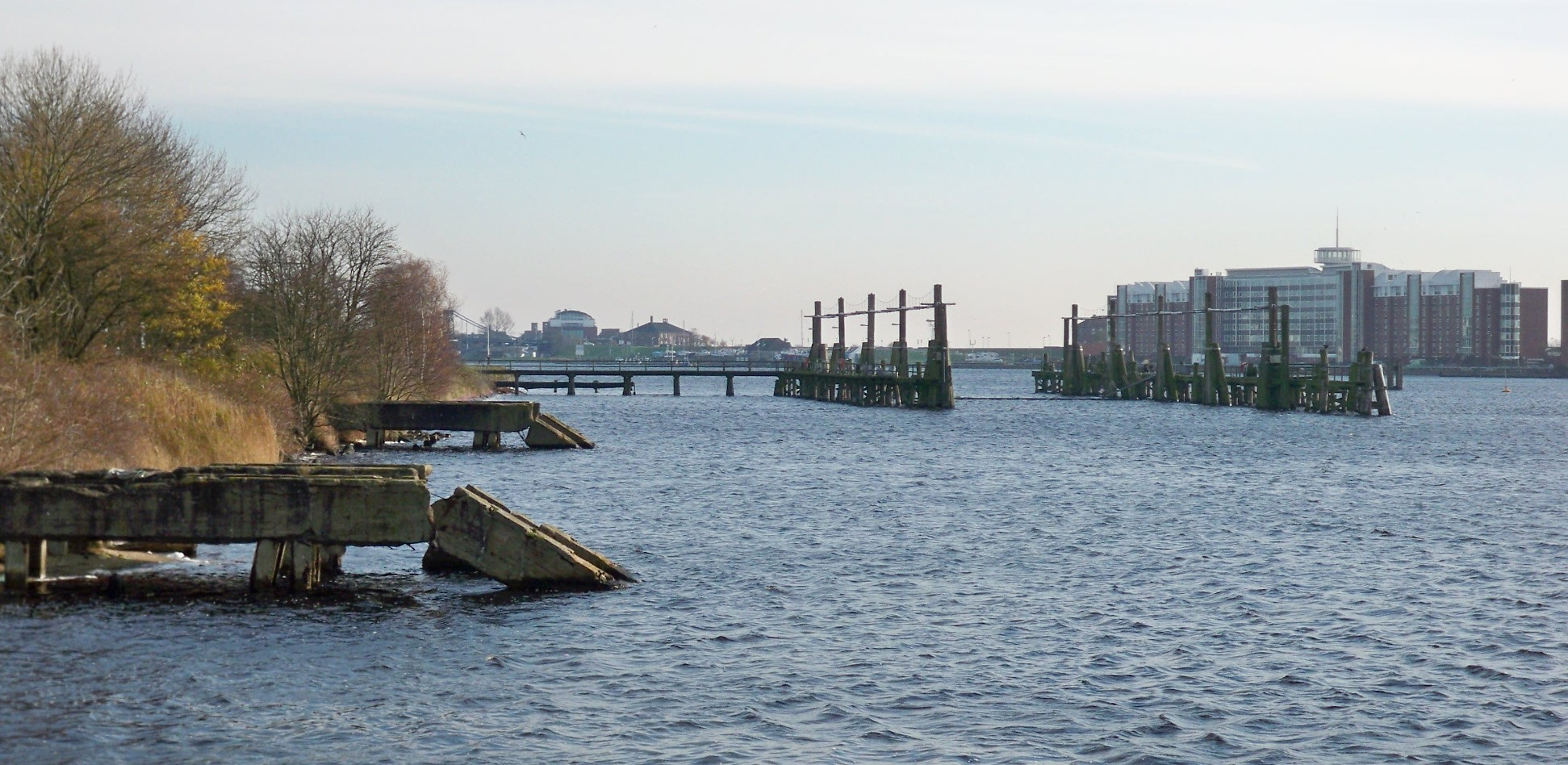
Stationäre MES-Vermessungsanlage

Mit der deutschen Wiederbewaffnung und dem Aufbau der Bundesmarine wurde Wilhelmshaven 1956 wieder Marinehafen.
Am 6. Juni 1956 machten die ersten vier von den USA wieder freigegebenen Minenräumboote an der instandgesetzten Wiesbadenbrücke fest. Es folgten 1958 das 2. Landungsgeschwader und am 4. Juli 1958 die ersten Schnellboote des 2. Schnellbootgeschwaders. Bis 1964 hatten hier auch die Schiffe des Flottendienstgeschwaders und bis zum Umzug in den neu gebauten Marinestützpunkt Heppenser Groden die neuen Küstenminensuchboote des 4. und 6. Minensuchgeschwaders ihren Liegeplatz. Der Bootshafen für die Barkassen und Dienstsegelboote des Marinestützpunktkommandos war von 1956 an auf der Wiesbadenbrücke beheimatet.
Im Jahr 1962 wurde die Wiesbadenbrücke bedeutend ausgebaut. Neben Stabs- und Sozialgebäuden, sanitären Anlagen, Magazinen und einem Kesselhaus entstand am Kopfende die Magnetische Messstelle zur Überprüfung und Regulierung von MES-Anlagen.
Im Rahmen eines ersten Sparprogramms der Bundesmarine wurden ältere Schiffe aus dem Flottenverband herausgezogen und mit ihnen eine Reserveflottille in Wilhelmshaven gebildet. Die neue Flottille wurde am 1. Januar 1969 aufgestellt und hatte ihren Dienstsitz auf der Wiesbadenbrücke. Für die außer Dienst gestellten Einheiten wurden im Februar 1969 Schwimmbrücken mit 600 Metern Liegeplatz von Cuxhaven zur Wiesbadenbrücke verlegt. Mit der Auflösung der Reserveflottille zum 31. Dezember 1976 übernahm das Marinearsenal die Auflieger und verlegte sie bis Ende der 1990er Jahre in den Arsenalhafen.
Neben den aufgelegten Einheiten war die Wiesbadenbrücke auch immer wieder Liegeplatz für ausländische Kriegsschiffbesuche. Besonders stark frequentiert und zentraler Veranstaltungsort der Marine war sie beim jährlichen Wochenende an der Jade, zuletzt im Jahr 2000. Der Bootshafen wurde im gleichen Jahr ebenfalls aufgegeben und von der Segelkameradschaft „Klaus Störtebeker“ übernommen.

## Entwicklung ab 2001
Da die Magnetische Messstelle (ca. 16.000 m²) weiter betrieben werden soll, wurde sie 2001 von der übrigen Liegenschaft getrennt. Auch das Sauerstoffwerk der Linde AG stand zunächst nicht zur Disposition. Der Erbbaurechtsvertrag über 4.833 m² sollte erst 2040 auslaufen. Folglich wurde nur die verbleibende Fläche von etwa 30.000 m² der Bundesanstalt für Immobilienaufgaben (BImA) zum Verkauf übertragen. Wegen eines Tiefbunkers, wahrscheinlicher Altlasten, des Erbbaurechtsvertrages und der Magnetischen Messstelle (sie ist Sondernutzungsfläche des Bundes) konnte das Gelände zunächst nicht verkauft werden.
So blieben die vorhandenen Gebäude und die Schwimmbrücken bis Ende 2006 ungenutzt und verwilderten. Teile der Wiesbadenbrücke wurden 2007 von der Interessengemeinschaft zur Erhaltung historischer Fahrzeuge e.V. (IEHF) übernommen, die die Wege, Schwimmbrücken, Grünanlagen und einige Gebäude wieder herrichtete. Die IEHF nutzte das Gelände bis zum 23. März 2017 als Liegeplatz für historische Schiffe sowie im Rahmen des Wochenendes an der Jade und des überregionalen Oldtimer–Nutzfahrzeug Treffens für ihre Veranstaltungen.
Der Wilhelmshavener Architekt Rüdiger Tober stellte 2006 sein Wohn- und Eventparkprojekt „Insulanus“ vor. Für 90 Millionen Euro sollten Appartementhäuser für 750 Bewohner, Geschäfte, gastronomische Betriebe, Büroräume und eine Mehrzweckhalle entstehen. Die Stadtverwaltung war diesem Projekt gegenüber wenig aufgeschlossen und bestand auf einen Architekten- und Investorenwettbewerb.
Die Stadt Wilhelmshaven hat seit 2010 Interesse bekundet, das „städtebauliche Filetstück“ selbst vom Bund zu kaufen und auch die Wilhelmshavener Wohnungsbaugesellschaft Spar & Bau wäre an Teilflächen interessiert. Nach langen Verhandlungen wurde der Kauf zum 1. Januar 2013 vollzogen. Die Sondernutzungsfläche des Bundes und die bestehenden Miet- und Pachtverhältnisse sind davon nicht betroffen.